# Гологорлая тигровая цапля
Гологорлая тигровая цапля (лат. Tigrisoma mexicanum) — вид птиц из семейства цаплевых, широко распространённый в Центральной Америке.

## Описание
Гологорлая тигровая цапля достигает длины от 70 до 80 см. Её горло неоперённое, желтоватого цвета, в период гнездования ярко-оранжевого окраса. Оперение взрослых птиц серое с тонкими чёрными полосами. На голове чёрная шапочка. Нижняя часть шеи белая с чёрным обрамлением. Брюхо тёмно-коричневое. У молодых птиц полосы более широкие, а брюхо и горло белые.

## Распространение
Область распространения охватывает Центральную Америку от южной Мексики до Панамы. Птицы также встречаются в пограничных регионах Колумбии. Местообитания — это, прежде всего, мангры, а также пресноводные водоёмы.

## Питание
Гологорлая тигровая цапля питается преимущественно рыбой, а также ракообразными и лягушками.

## Размножение
В период гнездования птица сооружает гнездо из веток обычно на дереве. Самка кладёт от 1 до 3-х яиц с зеленоватыми крапинами. Кладку высиживают обе родительские птицы.

## Фото

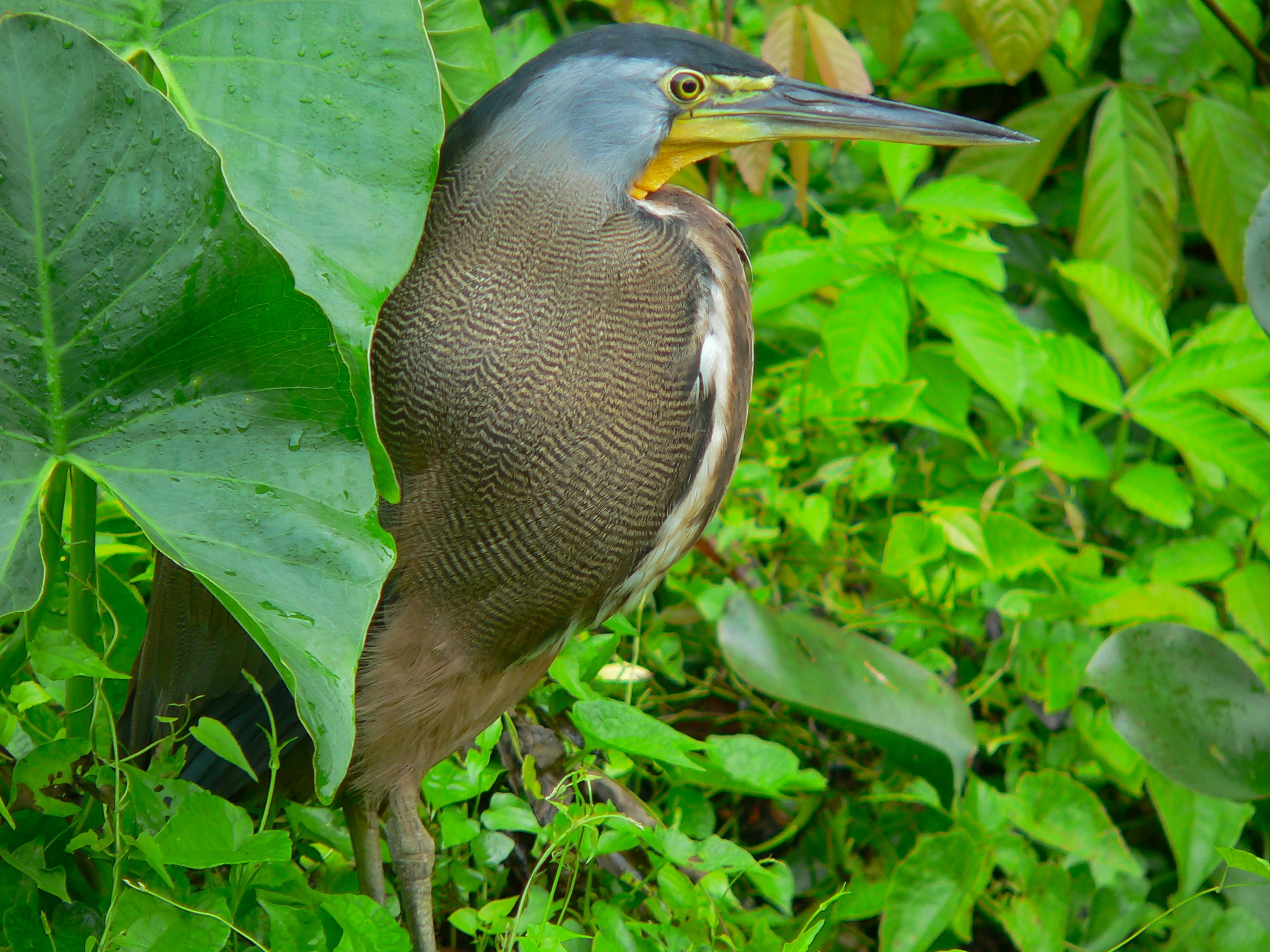
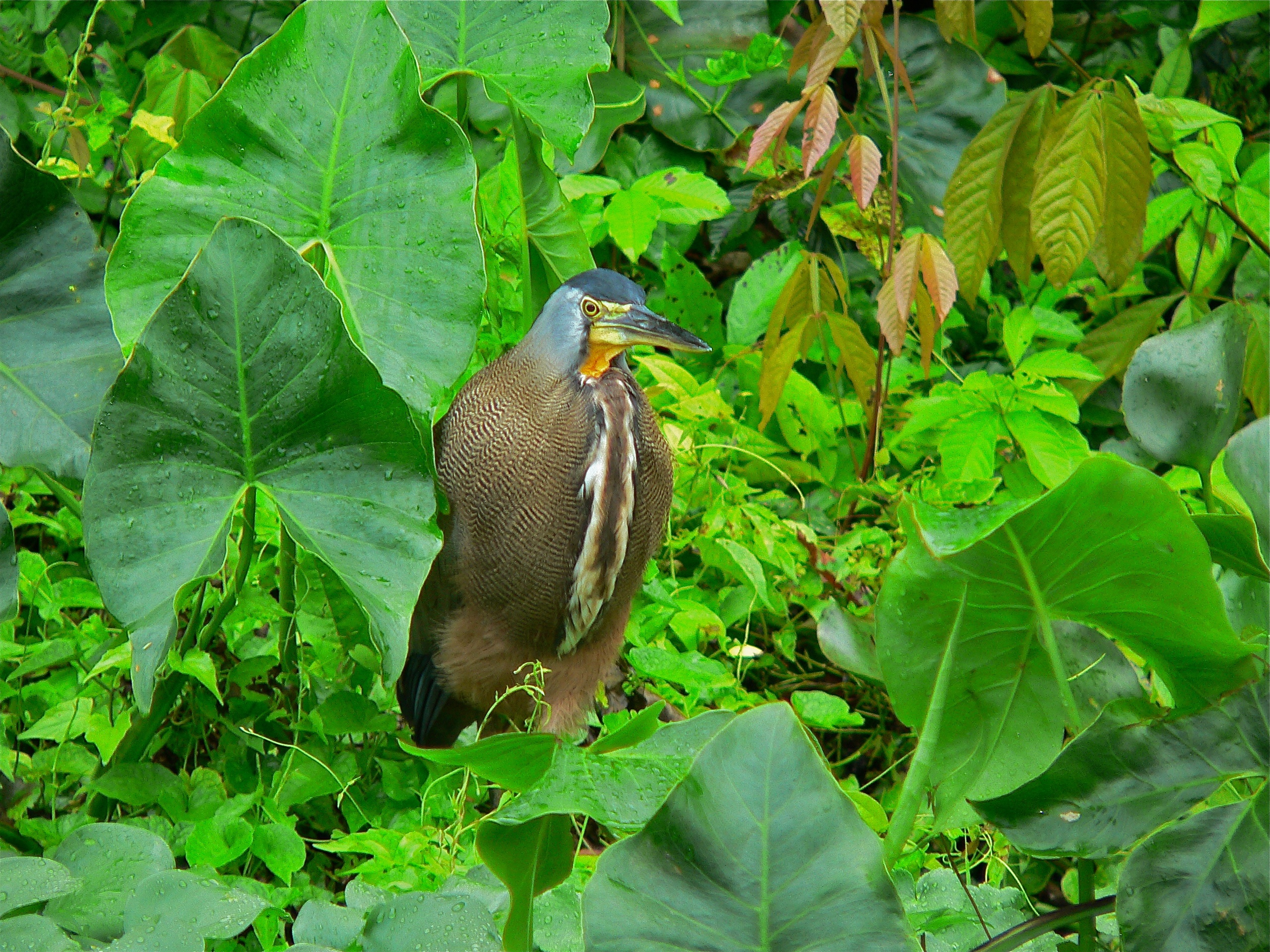
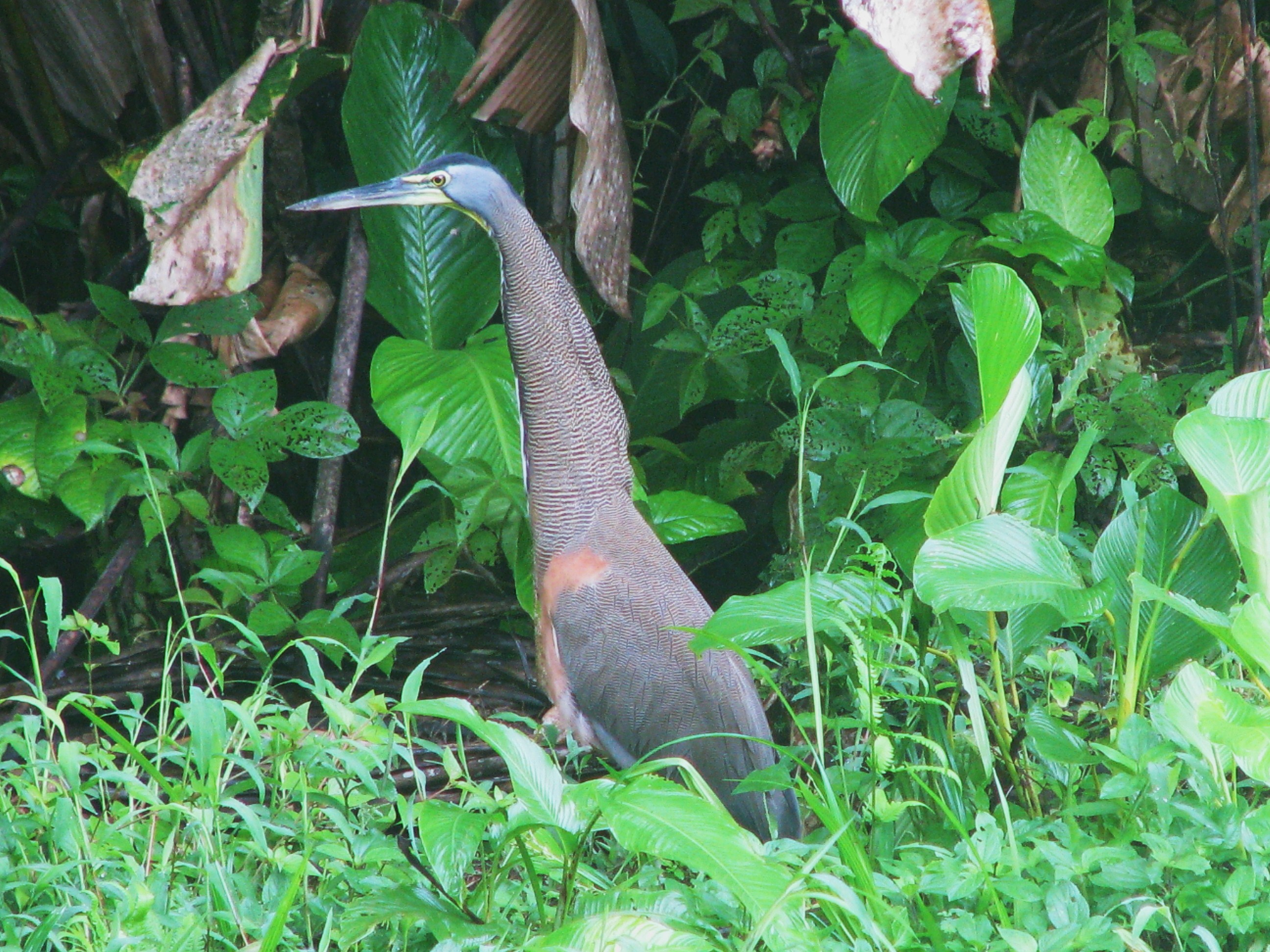
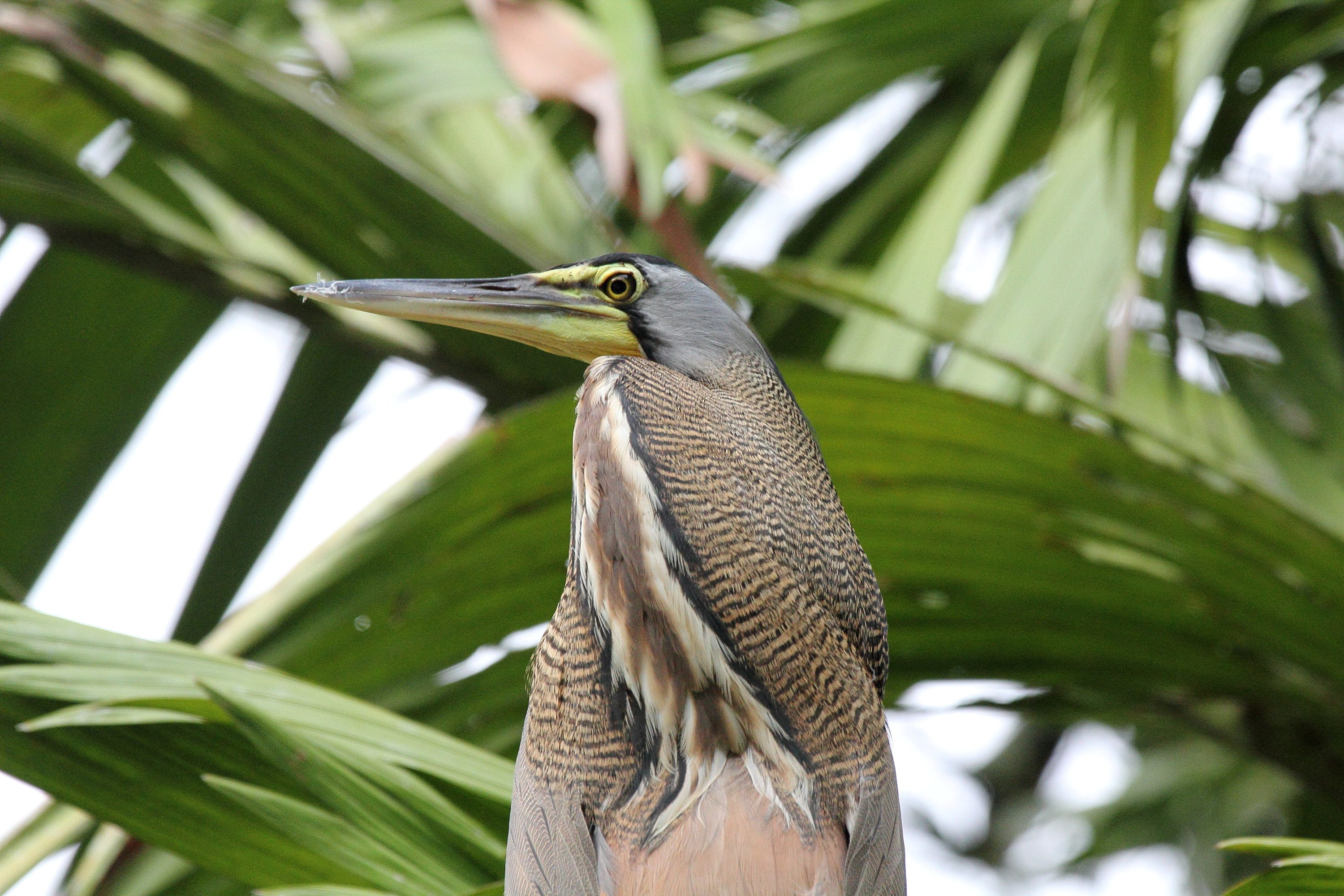
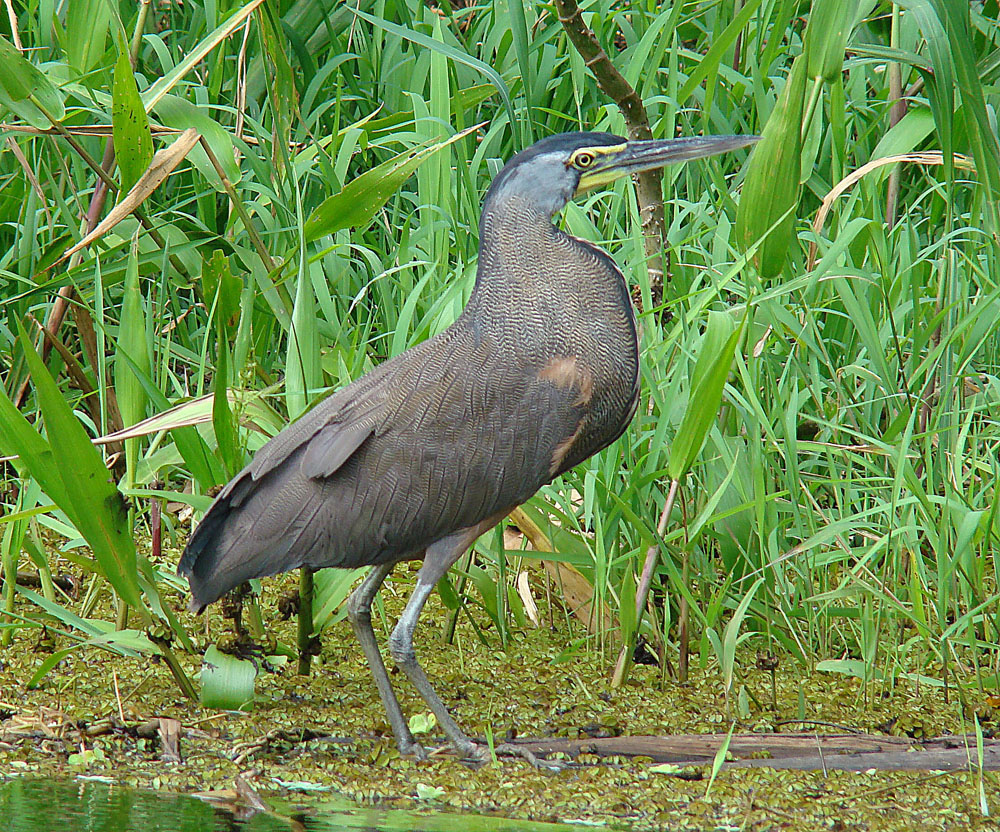
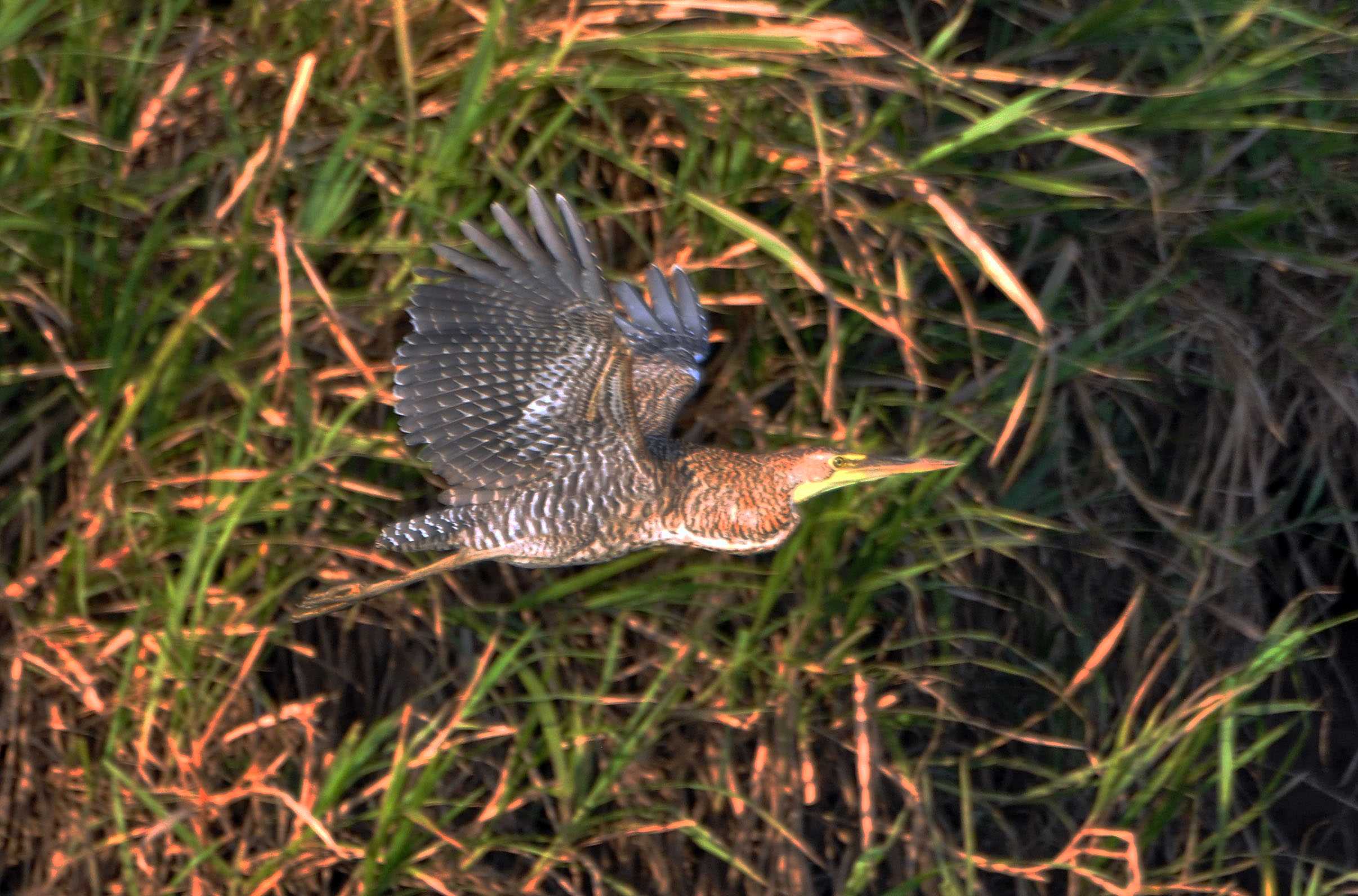